# Јудита
„Јудита” је југословенски ТВ филм из 1980. године који је режирао Марин Царић.

## Улоге
| Глумац           | Улога                                  |
| ---------------- | -------------------------------------- |
| Борис Бакал      | Као члан глумачке дружине у Прологу    |
| Божидар Бобан    | Холоферно                              |
| Јошко Божанић    | Рецитатор у Епилогу                    |
| Сенка Булић      |                                        |
| Јосип Генда      |                                        |
| Отокар Левај     |                                        |
| Дубравка Милетић | Јудита                                 |
| Рајна Милош      | Као чланица глумачке дружине у Прологу |
| Синиша Поповић   | Војник                                 |
| Младен Васари    | Као члан глумачке дружине у Прологу    |
| Жељко Вукмирица  | Као члан глумачке дружине у Прологу    |
| Љубо Зечевић     | Као члан глумачке дружине у Прологу    |
| Ружица Ђамић     | Као чланица глумачке дружине у Прологу |